# José Mojica
Frei José Mojica, nome artístico de Crescenciano Abel Exaltación de la Cruz José de Jesús Mojica Montenegro y Chavarín, depois Frei José Francisco de Guadalupe Mojica (San Gabriel, 14 de abril de 1896 — Lima, 20 de setembro de 1974), foi um cantor e religioso mexicano.

## Biografia
Crescenciano Abel Exaltación de la Cruz José de Jesús Mojica Montenegro y Chavarín começou estudando agronomia, mas abandonou para se dedicar à música, passando a cantar, sendo que vai viver em Nova York, aí começando como lavador de pratos.
Volta em 1917 ao México e é contratado pela Companhia de Espetáculos Cultos S.A. fazendo o papel de Rodrigo em Otelo de Giuseppe Verdi, apresentando-se no Teatro Abreu.
Depois se apresenta na Ópera de Chicago, onde faz papéis pequenos, até que em 1921 consegue um papel em O Amor das Três Laranjas de Prokofiev e Pelléas et Mélisande, ao lado da atriz Mary Garden. Faz um enorme êxito, sendo contratado pela 20th Century Fox e tornando-se estrela, gravando vários filmes: "One Mad Kiss", "The Yellow Ticket", "Hay que Casar al Príncipe", "El rey de los Gitanos", "Mi Último Amor" e "La Melodía Prohibida.
Volta ao México  em 1938 onde faz os filmes "El capitán Aventurero" e "Caminos de Nueva España". Em 1939 grava "La Canción del Milagro". Em 1942 volta ao Opera de Chicago para fazer o papel de Fenton em "Falstaff" de Verdi. No ano seguinte abandona a posição de galã e passa a viver na Ordem Franciscana no Peru. Inicialmente recebe a ordem de irmão leigo, depois torna-se presbítero e recebe o nome de Frei José Francisco de Guadalupe Mojica. Depois volta a cantar em participações especiais e poucos eventos.
Em 1950 é contratado pelas Fábricas Peixe, para fazer uma turnê pelo Brasil. Participa em 4 de julho na transmissão experimental e na inauguração da TV em 18 de setembro. As Fábricas Peixe tornam-se o primeiro patrocinador da TV brasileira.
Segundo Hebe Camargo, em entrevista ao jornal Diário de São Paulo: "Observadores indicaram que cerca de dez mil pessoas viram a imagem e ouviram o canto de Frei José Mojica, diante de monitores de televisão, transmitidos do auditório do Museu de Arte de São Paulo, na noite de 4 de julho de 1950. Mojica compôs tangos e boleros famosos mundialmente, como "Dos Sapatios", "Solamente Una Vez" e "Bésame" (que foi uma das músicas cantadas na inauguração de nossa televisão por ele).
Mojica passou os últimos anos de sua vida no Peru, onde morreu.